# 福島県道336号熱塩加納会津坂下線
福島県道336号熱塩加納会津坂下線（ふくしまけんどう336ごう あつしおかのうあいづばんげせん）は、福島県喜多方市から河沼郡会津坂下町に至る一般県道。

## 路線概要
- 起点：喜多方市熱塩加納町加納字五目甲
- 終点：河沼郡会津坂下町大字新舘字大西
- 総延長：19.512km[1]
  - 実延長：16.828km
- 路線認定年月日：1996年12月27日[2]

## 道路施設
- 泡の巻橋（阿賀川）

### 重用区間
- 福島県道61号塩川山都線（慶徳町新宮字新宮～慶徳町山科）

## 通過する自治体
- 喜多方市 － 河沼郡会津坂下町

## 接続・交差する道路
- 喜多方市内
  - 福島県道335号大平喜多方線（熱塩加納町加納字五目甲 起点）
  - 国道459号（上三宮町吉川字見頃）
  - 福島県道16号喜多方西会津線（慶徳町豊岡字今町）
  - 福島県道61号塩川山都線 塩川方面（慶徳町新宮字新宮）
  - 福島県道61号塩川山都線 山都方面（慶徳町山科）
- 会津坂下町内
  - 国道49号（新舘字大西 （川西街道入口交差点） 終点）

## 沿線
- 佐原十郎義連の墓
- 津尻温泉